# Nowosiółki Gościnne
Nowosiółki Gościnne (ukr. Новосілки-Гостинні) – wieś na Ukrainie, w obwodzie lwowskim, w rejonie samborskim.
Znajduje się tu przystanek kolejowy Nowosiółki, położony na linii Obroszyn – Sambor.
W 1858 w Nowosiółkach Gościnnych urodził się Piotr Stachiewicz.
W II Rzeczypospolitej wieś należała do powiatu rudeckiego w województwie lwowskim. W 1931 r. wieś liczyła 1592 mieszkańców, w tym 65% Polaków.
W latach 1944–1945 nacjonaliści ukraińscy z OUN – UPA zamordowali tutaj 5 Polaków, rabując i paląc polskie zagrody.